# Fiodor Remezov
Fiodor Nikititch Remezov (russe : Фёдор Никитич Ремезов) né le 7 juin 1896 et décédé le 6 juin 1990 est un chef militaire soviétique.

## Biographie
Il est né dans la ville de Kasli dans le gouvernement de Perm. Il rejoint l'Armée rouge en 1918. Il rejoint une école d'officier à Kirov (oblast de Kirov) et devient lieutenant en 1921. Il participe à la guerre civile russe, il commande une compagnie dans la 33e division d'infanterie. En 1930, il est basé dans le district militaire de la Volga. En juin 1937, il commande la 45e division d'infanterie.
Durant la Seconde Guerre mondiale, en 1941, il commande la 20e armée. En juillet 1941, il commande la 13e armée et combat la Panzergruppe 3 dans la région de Minsk (bataille de Białystok–Minsk). En juillet, il participe à la bataille de Smolensk. En octobre, il est transféré à la tête de la 56e armée et participe à la bataille de Rostov. En janvier 1942, il rejoint le district militaire de l'Oural. En avril 1942, il commande la 45e armée au sein du Front du Caucase,.